# Ирска на Светском првенству у атлетици на отвореном 2023.
Ирска је учествовала на 19. Светском првенству у атлетици на отвореном 2023. одржаном у Будимпешти од 19. до 27. августа деветнаести пут, односно, учествовала је на свим првенствима до данас. Репрезентацију Ирске представљало је 22 учесника (11 мушкараца и 11 жене) који су се такмичили у 14 дисциплина (7 мушких, 6 женских и 1 мешовита).,
На овом првенству такмичари Ирске нису освојили ниједну медаљу. У табели успешности према броју и пласману такмичара који су учествовали у финалним такмичењима (првих 8 такмичара) Ирска је са 4 учесника у финалу делила 28. место са 14 бодова.
| Плас. | Земља | 1. место | 2. место | 3. место | 4. место | 5. место | 6. место | 7. место | 8. место | Бр. финал. | Бод. |
| ----- | ----- | -------- | -------- | -------- | -------- | -------- | -------- | -------- | -------- | ---------- | ---- |
| =28.  | Ирска | 0        | 0        | 0        | 2        | 0        | 1        | 0        | 1        | 4          | 14   |

## Учесници
| Мушкарци: - Кристофер О’Донел — 400 м, 4х400 м (м+ж) - Марк Инглиш — 800 м - John Fitzsimons — 800 м - Ендру Коскоран — 1.500 м - Николас Григс — 1.500 м - Luke McCann — 1.500 м - Брајан Феј — 5.000 м - Дејвид Кени — 20 км ходање - Брендан Бојс — 35 км ходање - Џек Рафтери — 4х400 м (м+ж) - Ерик Фаворс — Бацање кугле | Жене: - Рхасидат Аделеке — 400 м - Sharlene Mawdsley — 400 м, 4х400 м, 4х400 м (м+ж) - Луиз Шенаханг — 800 м - Кјара Магеан — 1.500 м - Сара Хили — 1.500 м - Софи О'Саливен — 1.500 м - Сара Лавин — 100 м препоне - Софи Бекер — 4х100 м, 4х400 м (м+ж) - Ројсин Харисон — 4х400 м - Кели Мекгрори — 4х400 м - Кејт О'Конор — Седмобој |

## Резултати

### Мушкарци
| Атлетичар         | Дисциплина   | Лични рекорд | Квалификације   | Квалификације | Полуфинале            | Полуфинале            | Финале                | Финале            | Детаљи |
| Атлетичар         | Дисциплина   | Лични рекорд | Резултат        | Место         | Резултат              | Место                 | Резултат              | Место             | Детаљи |
| ----------------- | ------------ | ------------ | --------------- | ------------- | --------------------- | --------------------- | --------------------- | ----------------- | ------ |
| Кристофер О’Донел | 400 м        | 45,26        | 46,76           | 7. у гр. 5    | Није се квалификовао  | Није се квалификовао  | Није се квалификовао  | 40 / 41 (42)      |        |
| Марк Инглиш       | 800 м        | 1:44,71 НР   | 1:45,71 кв, ЛРС | 4. у гр. 2    | 1:45,14 ЛРС           | 7. у гр. 3            | Није се квалификовао  | 19 / 60 (61)      |        |
| John Fitzsimons   | 800 м        | 1:45,66      | 1:48,20         | 5. у гр. 3    | Није се квалификовао  | Није се квалификовао  | Није се квалификовао  | 44 / 60 (61)      |        |
| Ендру Коскоран    | 1.500 м      | 3:30,42 НР   | 3:34,75 КВ      | 6. у гр. 4    | 3:37,39               | 14. у гр. 1           | Није се квалификовао  | 22 / 58           |        |
| Николас Григс     | 1.500 м      | 3:36,09      | 3:40,72         | 12. у гр. 1   | Нису се квалификовали | Нису се квалификовали | Нису се квалификовали | 40 / 58           |        |
| Luke McCann       | 1.500 м      | 3:34,76      | 3:47,48         | 10. у гр. 2   | Нису се квалификовали | Нису се квалификовали | Нису се квалификовали | 52 / 58           |        |
| Брајан Феј        | 5.000 м      | 13:01,40     | 13:42,86        | 16. у гр. 1   |                       |                       | Није се квалификовао  | 31 / 43 (44)      |        |
| Дејвид Кени       | 20 км ходање | 1:19:44      |                 |               |                       |                       | Није завршио трку     | Није завршио трку |        |
| Брендан Бојс      | 35 км ходање | 2:32:49      | 2:37:26 ЛРС     | 24 / 33 (49)  |                       |                       |                       |                   |        |
| Ерик Фаворс       | Бацање кугле | 20,66        | 19,65           | 13. у гр. А   |                       |                       | Није се квалификовао  | 23 / 29 (30)      |        |

### Жене
| Атлетичарка                                               | Дисциплина    | Лични рекорд | Квалификације   | Квалификације | Полуфинале            | Полуфинале            | Финале                | Финале      | Детаљи |
| Атлетичарка                                               | Дисциплина    | Лични рекорд | Резултат        | Место         | Резултат              | Место                 | Резултат              | Место       | Детаљи |
| --------------------------------------------------------- | ------------- | ------------ | --------------- | ------------- | --------------------- | --------------------- | --------------------- | ----------- | ------ |
| Рхасидат Аделеке                                          | 400 м         | 49,20        | 50,80 КВ        | 1. у гр. 5    | 49,87(.861) КВ        | 2. у гр. 1            | 50,13                 | 4 / 48      |        |
| Sharlene Mawdsley                                         | 400 м         | 51,34        | 51,17 кв, ЛР    | 4. у гр. 1    | 51,78                 | 7. у гр. 2            | Није се квалификовала | 22 / 48     |        |
| Луиз Шенаханг                                             | 800 м         | 1:59,42      | 2:00,66         | 5. у гр. 4    | Није се квалификовала | Није се квалификовала | Није се квалификовала | 27 / 56     |        |
| Кјара Магеан                                              | 1.500 м       | 4:01,75      | 4:03,00 КВ      | 3. у гр. 2    | 4:02,70 КВ            | 3. у гр. 1            | 3:56,61 НР, ЛР        | 4 / 55 (56) |        |
| Сара Хили                                                 | 1.500 м       | 4:01,75      | 4:03,00 КВ      | 3. у гр. 2    | 3:59,68 ЛР            | 7. у гр. 2            | Није се квалификовала | 8 / 55 (56) |        |
| Софи О'Саливен                                            | 1.500 м       | 4:07,18      | 4:02,15         | 8. у гр. 3    | Није се квалификовала | Није се квалификовала | Није се квалификовала | 8 / 55 (56) |        |
| Сара Лавин                                                | 100 м препоне | 12,67        | 12,69 КВ        | 3. у гр. 1    | 12,62(619) НР, ЛР     | 5. у гр. 1            | Није се квалификовала | 11 / 43     |        |
| Софи Бекер Ројсин Харисон Кели Мекгрори Sharlene Mawdsley | 4 х 400 м     | 3:26,06 НР   | 3:26,18 кв, НРС | 4. у гр. 2    |                       |                       | 3:27,08               | 8 / 15 (17) |        |

#### Седмобој
| Дисциплина    | Кејт О'Конор | Кејт О'Конор | Кејт О'Конор | Кејт О'Конор | Кејт О'Конор | Кејт О'Конор |
| Дисциплина    | Лични рекорд | Резултат     | Бод.         | Плас.        | Укупно       | Плас.        |
| ------------- | ------------ | ------------ | ------------ | ------------ | ------------ | ------------ |
| 100 м препоне | 13,74        | 13,57 ЛР     | 1.040        | 12.          | 1.040        | 12.          |
| Скок увис     | 1,81         | 1,80 ЛРС     | 978          | 5.           | 2.018        | 8.           |
| Бацање кугле  | 14,54        | 13,47        | 759          | 15.          | 2.777        | 10.          |
| 200 м         | 24,73        | 24,78 ЛРС    | 907          | 12.          | 3.684        | 11.          |
| Скок удаљ     | 6,10         | 5,74         | 771          | 17.          | 4.455        | 15.          |
| Бацање копља  | 52,92        | 46,07        | 784          | 8.           | 5.239        | 15.          |
| 800 м         | 2:11,76      | 2:14,06 ЛРС  | 968          | 9.           | 6.145        | 13.          |
| Седмобој      | 6.297 НР     |              |              |              | 6.145 ЛРС    | 13 / 18 (23) |

### Мешовито
| Атлетичари                                                                                  | Дисциплина | Лични рекорд | Квалификације   | Квалификације | Полуфинале | Полуфинале | Финале   | Финале      | Детаљи |
| Атлетичари                                                                                  | Дисциплина | Лични рекорд | Резултат        | Место         | Резултат   | Место      | Резултат | Место       | Детаљи |
| ------------------------------------------------------------------------------------------- | ---------- | ------------ | --------------- | ------------- | ---------- | ---------- | -------- | ----------- | ------ |
| Кристофер О’Донел (м) Софи Бекер (ж) Џек Рафтери (м) Шарлин Модсли (ж) Рхасидат Аделеке (ж) | 4 х 400 м  | 3:10,21 НР   | 3:13,88 КВ, НРС | 2. у гр. 2    |            |            | 3:16,86  | 8 / 15 (16) |        |